# Щедрогірський заказник
Щедрогірський — гідрологічний заказник місцевого значення. Об'єкт розташований на території Забродівської сільської територіальної громади Ковельського району Волинської області, в с. Щедрогір.
Площа — 700 га, статус отриманий відповідно до рішення виконкому Волинської обласної Ради народних депутатів від 04.09.1985 № 301. Перебуває у користуванні Забродівської сільської ради (691,5 га) та філії «Ратнівське лісомисливське господарство», Щедрогірське лісництво, кв. 26, вид. 1–6 (8,5 га). 
Рослинні угруповання заказника представлені такими видами: осока чорна (Carex nigra), осока носата (C. rostrata), осока бліда  (C. pallescens), осока пухирчаста (C. vesicaria), осока висока (C. elata), осока жовта (C. flava), осока просовидна (C. panicea), лепешняк великий (Glyceria maxima), м'ята водяна (Mentha aquatica), очерет звичайний (Phragmites australis), плетуха звичайна (Calystegia sepium), рогіз вузьколистий (Typha angustifolia), чистець болотяний (Stachys palustris), щавель прибережний (Rumex hydrolapathum), вовче тіло болотяне (Comarum palustre), пухівка вузьколиста (Eriophorum angustifolium), теліптерис болотяний (Thelypteris palustris), щучка дерниста (Deschampsia caespitosa), молінія блакитна (Molinia caerulea), мітлиця звичайна (Agrostis capillaris), тонконіг лучний (Poa pratensis), тимофіївка лучна (Phleum pratense). Територія заказника перебуває під охороною Рамсарської конвенції як водно-болотне угіддя міжнародного значення.

## Галерея

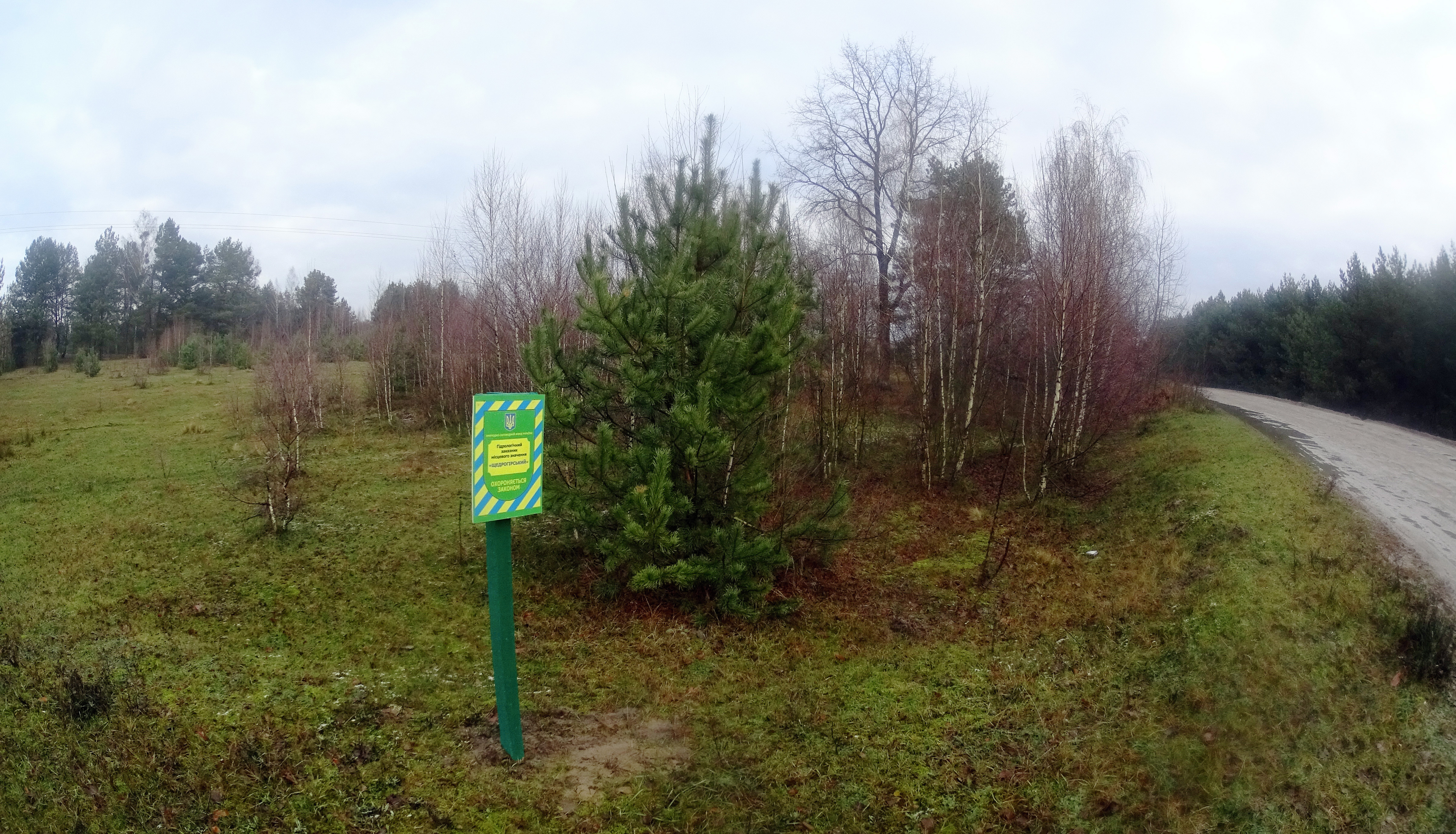
Окраєць Щедрогірського
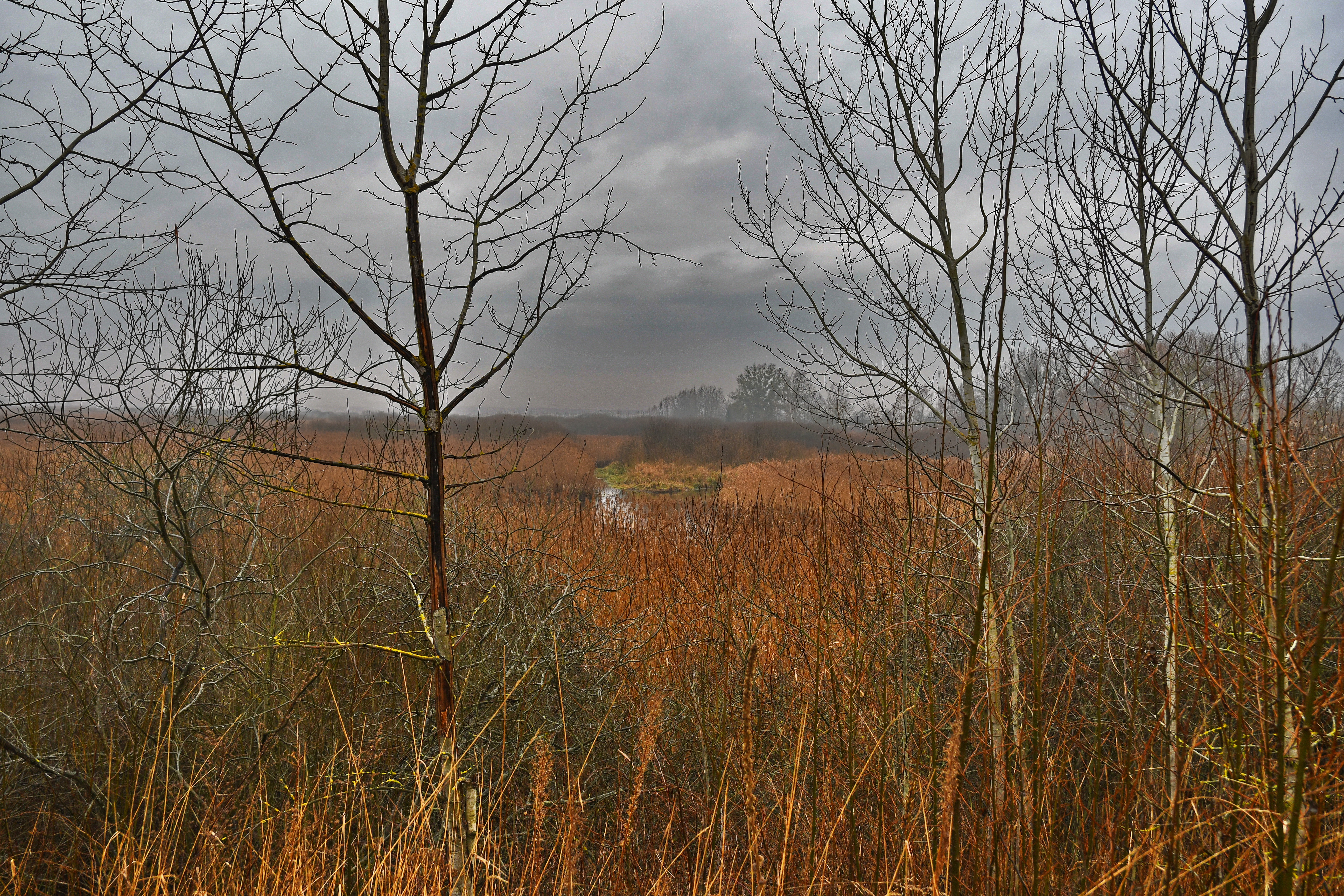
Вигляд з дороги
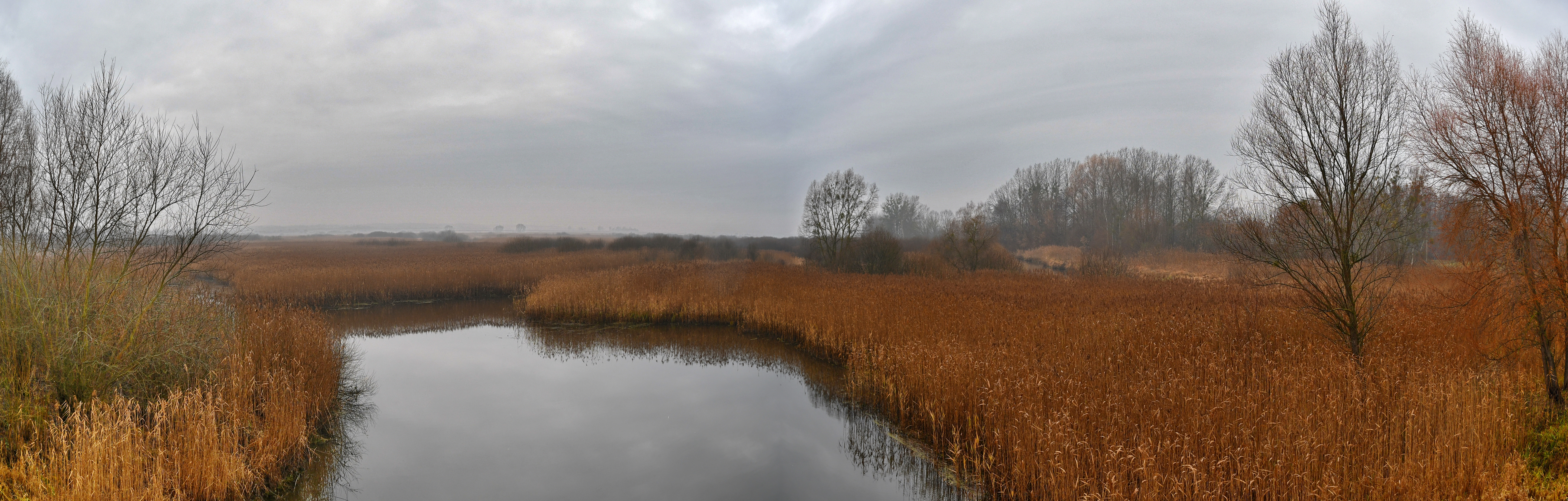
Вигляд з мосту через р. Прип'ять
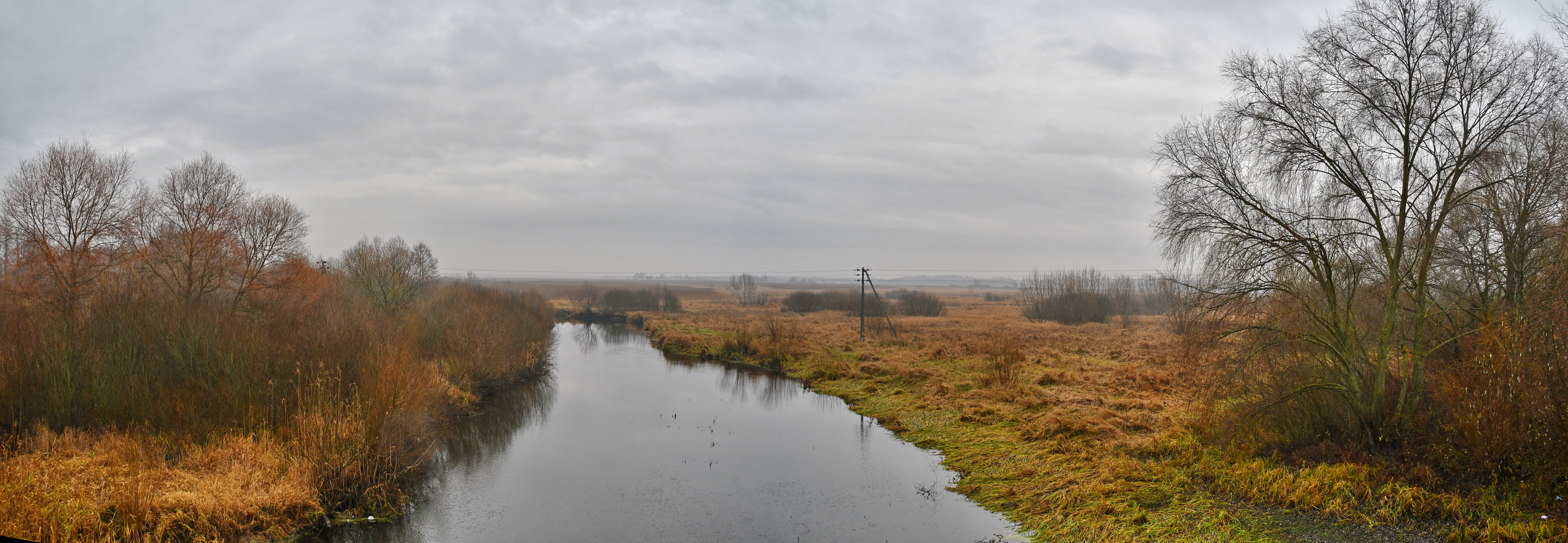
Вигляд з мосту через р. Прип'ять
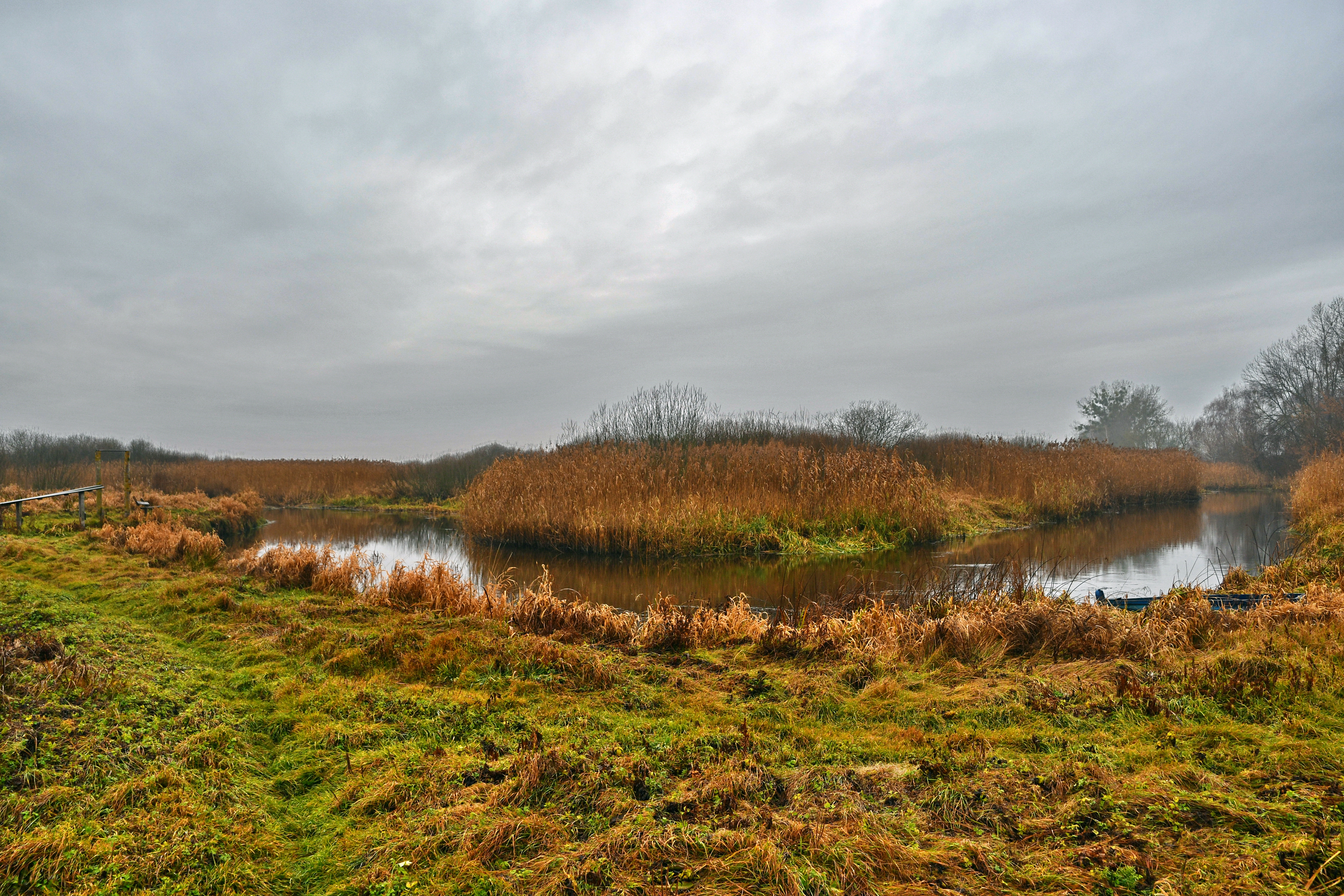
Вигляд поблизу р. Прип'ять